# Amédée Pycke de Peteghem
Le baron Amédée-Édouard-Auguste-Ghislain Pycke de Peteghem, né le 2 juin 1824 et mort le 21 novembre 1898, est un diplomate et homme politique belge. Il est le frère d'Oscar Pycke de Peteghem.

## Fonctions et mandats
- Attaché d'ambassade : 1846
- Employé à l'ambassade de Turin : 1847
- Secrétaire de légation de 2e classe à Paris : 1849
- Envoyé à Turin : 1849-1850
- Envoyé à l'ambassade de Paris : 1850
- Secrétaire de 1er classe à l'ambassade de La Haye : 1852
- Conseiller d'ambassade à La Haye : 1857
- Ministre-résident à la cour de Lisbonne : 1861
- Envoyé extraordinaire et ministre plénipotentiaire à Rome : 1867-1874
- Bourgmestre de Poucques : 1875-1887
- Sénateur : 1884-1892
- Conseiller communal de Poucques : 1888-1895

## Sources
- Le Parlement belge, 1831-1894, p. 475-476.
- Stengers J., De Paepe J.-L., Gruman M., e.a., Index des éligibles au Sénat (1831-1893), Bruxelles, 1975.
- Nationaal Biografisch Woordenboek, III.

- Ressource relative à plusieurs domaines :   - ODIS
- Notice dans un dictionnaire ou une encyclopédie généraliste :   - Biografisch Portaal van Nederland